# La Périgord Ladies
La Périgord Ladies is een eendaagse wielerwedstrijd voor vrouwen die sinds 2019 jaarlijks in augustus, enkele dagen voor de Ronde van de Limousin-Nouvelle-Aquitaine voor mannen en door dezelfde organisatie, wordt georganiseerd in de landstreek Périgord in het departement Dordogne, Frankrijk. De wedstrijd is door de UCI als een 1.2-wedstrijd geclassificeerd.

## Overzicht
| Jaar | Datum | Start - Finish                          | Afstand  | Eerste            | Tweede                | Derde                 |
| ---- | ----- | --------------------------------------- | -------- | ----------------- | --------------------- | --------------------- |
| 2019 | 18-08 | Agonac - Boulazac                       | 115,8 km | Coralie Demay     | Kathrin Hammes        | Évita Muzic           |
| 2020 | 15-08 | Cornille - Boulazac                     | 100,0 km | Sheyla Gutiérrez  | Sandra Levenez        | Tanja Erath           |
| 2021 | 14-08 | Sarliac-sur-l'Isle - Boulazac           | 104,7 km | Marta Bastianelli | Erica Magnaldi        | Nadia Quagliotto      |
| 2022 | 13-08 | Sarliac-sur-l'Isle - Boulazac           | 120,8 km | Grace Brown       | Simone Boilard        | Rachel Neylan         |
| 2023 | 12-08 | Lac de Rouffiac - Boulazac              | 114,4 km | Amber Kraak       | Jade Wiel             | Clara Emond           |
| 2024 | 20-07 | Lac de Rouffiac - Boulazac              | 109,6 km | Josie Talbot      | Margot Vanpachtenbeke | Nina Buijsman         |
| 2025 | 19-07 | Lac de Rouffiac - Boulazac Isle Manoire | 120,7 km | Paula Blasi       | Karlijn Swinkels      | Margot Vanpachtenbeke |